# Duhovno-kulturni centar Trebinjsko-mrkanske biskupije u Stocu
Duhovno-kulturni centar Trebinjsko-mrkanske biskupije je katolički duhovno-kulturni centar u Stocu.

## Povijest
Prethodna namjena ove zgrade bila je robna kuća. To je bila prva moderna javna građevina u Stocu s osloncem na urbanu, orijentalno-mediteransku, tradiciju. Projektirao ju je arhitekt Faruk Čerkić. Konzultanti u idejnoj fazi projekta bili su profesori Juraj Neidhardt i Džemal Čelić. 
Zgrada leži najvjerojatnije na području nekadašnje crkve. Na tom su lokalitetu, prigodom obnove stolačke tržnice, pronađeni kalež i razni crkveni predmeti.
Biskupski je ordinarijat u Mostaru, u samom središtu grada Stoca zakonito kupio ratom devastiranu robnu kuću „Stočanku” s namjerom da je uredi kao Duhovno-kulturni centar Trebinjsko-mrkanske biskupije. Biskup Ratko Perić je kao svoga osobnog delegata, 21. studenoga 2011., ovlastio don Antu Luburića, tadašnjeg kancelara i ekonoma biskupije, da vodi sve potrebne poslove oko ostvarenja ovoga projekta.
Nakon što su uredno riješena i zakonito provedena sva vlasnička pitanja, prema idejnom rješenju poduzeća za projektiranje i inženjering u građevinarstvu „Forum 98” iz Stoca, zatražena je 21. studenog 2011. od Općine Stolac urbanistička suglasnost za sanaciju, rekonstrukciju i preobrazbu postojećega poslovnog u sakralno-poslovni objekt.
Služba graditeljstva, prostornog uređenja, zaštite okoliša i obnove Općine Stolac, izdala je 2. prosinca 2011. Rješenje, kojim se daje urbanistička suglasnost za sanaciju i rekonstrukciju postojećega poslovnog u sakralno-poslovni objekt. Rješenje je 20. prosinca 2011. postalo pravomoćno. Na temelju ovoga Rješenja i drugih potrebnih dokumenata u prosincu 2011. upućen je Općini Stolac zahtjev za izdavanje građevinske dozvole prema glavnom projektu izrađenom od Građevinskog fakulteta Sveučilišta u Mostaru.
Služba graditeljstva, prostornog uređenja, zaštite okoliša i obnove Općine Stolac, udovoljila je 3. svibnja 2012. ovom zahtjevu i izdala Rješenje, kojim se investitoru, Trebinjsko-mrkanskoj biskupiji, odobrava sanacija i rekonstrukcija postojećega poslovnog u sakralno-poslovni objekt. Rješenje je 21. svibnja 2012. postalo pravomoćno nakon čega se započelo s radovima.
S preuređivanjem se započelo u lipnju 2012. godine. Dana 2. listopada 2012., postavljena je završna kupola s križem. Činu postavljanja kupole nazočili su biskup Ratko Perić, tri svećenika i veći broj župljana. Završna kupola s križem daje građevinu visinu od 33 metra.
U srijedu, 17. srpnja 2013., na prvi dan trodnevnice u čast sv. Ilije proroka, zaštitnika župe, upriličen je blagoslov Centra čiji su se radovi sanacije i rekonstrukcije tih dana privodili kraju. Svečanu sv. Misu i blagoslov Centra predvodio je biskup mostarsko-duvanjski i trajni apostolski upravitelj trebinjsko-mrkanski Ratko Perić. U koncelebraciji s biskupom Perićem bilo je više od 20 svećenika.
U kapelici duhovnoga centra nalaze se postaje Križnoga puta u tehnici visokoga reljefa, koje je uradio hrvatski umjetnik Josip Poljan. Vitraj s prikazom Presvetoga Trojstva u istoj kapelici djelo je umjetnice Blaženke Salavarde.

### Knjige
- Šarac, Anton - Toni, ur. 2013. Duhovno-kulturni centar Trebinjsko-mrkanske biskupije u Stocu. Trebinjsko-mrkanska biskupija. Stolac.

### Mrežna sjedišta
- Blagoslov Duhovno-kulturnoga centra u Stocu. KTA BK BiH. Pristupljeno 14. rujna 2022.
- Stolac: Povratak u grad. zupa-stolac.ba. Pristupljeno 14. rujna 2022.